# Divotino
Divotino (bulgariska: Дивотино) är ett distrikt i Bulgarien.   Det ligger i kommunen Obsjtina Pernik och regionen Pernik, i den västra delen av landet, 23 km väster om huvudstaden Sofia.
Trakten runt Divotino består till största delen av jordbruksmark. Runt Divotino är det ganska tätbefolkat, med 199 invånare per kvadratkilometer.